# Vasilikí Arvaniti
Vasilikí Arvaniti –en griego, Βασιλική Αρβανίτη– (Atenas, 17 de marzo de 1985) es una deportista griega que compitió en voleibol, en la modalidad de playa.
Ganó tres medallas en el Campeonato Europeo de Vóley Playa entre los años 2005 y 2012.

## Palmarés internacional
| Campeonato Europeo | Campeonato Europeo     | Campeonato Europeo | Campeonato Europeo  |
| Año                | Lugar                  | Medalla            | Pareja              |
| ------------------ | ---------------------- | ------------------ | ------------------- |
| 2005               | Moscú (Rusia)          | Medalla de oro     | Vasilikí Karantasiu |
| 2007               | Valencia (España)      | Medalla de oro     | Vasilikí Karantasiu |
| 2012               | La Haya (Países Bajos) | Medalla de plata   | María Tsiartsiani   |